# Fernando Martínez-Monje Restoy
Fernando Martínez-Monje Restoy (Granada, 16 de julio de 1874 - Buenos Aires, 19 de enero de 1963) fue un militar español que luchó en la guerra civil española a favor de la República, participando en la creación de las brigadas republicanas y llegando a ser jefe del Ejército del Sur. Pertenecía además a la masonería.

## Biografía
Ingresa en la Academia General Militar a los 18 años y participa en la guerra de Cuba, durante la que contrae fiebre amarilla. lo que hizo que fuera repatriado a la península. Tiempo después es enviado a la guerra de Marruecos, en donde es herido dos veces. En 1932 asciende a General de brigada.

## Guerra civil española
Al estallar la sublevación el 17 de julio de 1936, Martínez Monje estaba al mando de la III División Orgánica, que incluía Castellón, Valencia, Alicante, Murcia y Albacete, con el cuartel general en Valencia.
Al tenerse noticias de la sublevación, Martínez Monje ordena a su guarnición en Valencia que se encierre en sus cuarteles, al tiempo que manifiesta la lealtad de sus tropas al gobierno. Al producirse las primeras medidas de resistencia, como la huelga general o la petición de armas para el pueblo, Martínez Monje se opone a ellas. Se inicia una situación tensa, con los cuarteles rodeados de milicianos y las tropas encerradas en los cuarteles. Durante estos días Martínez Monje duda en sublevarse o no. El día 20 de julio llega a Valencia el presidente de las Cortes, Martínez Barrio, quien conseguirá mediar entre el ejército y las milicias. Finalmente, desde el día 29 de julio al 2 de agosto, serán asaltados los cuarteles valencianos, donde generalmente milicianos y militares confraternizaron, y no se producirán importantes combates. El 16 de agosto Martínez Monje es relevado por José Miaja Menant al frente de la III División Orgánica
El 17 de agosto junto con Martínez Barrio y Mariano Ruiz Funes pasa a dirigir la recién creada Junta Central de Reclutamiento. Es este un intento del gobierno Giral de organizar batallones con una estructura militar y mandados por militares que sustituyan al desaparecido ejército republicano tras las disoluciones de unidades realizadas en julio. Los voluntarios servirán durante seis meses o lo que dure la campaña, cobrarán 10 pesetas, irán uniformados y estarán mandados por militares profesionales. Su zona de reclutamiento era la región central (excepto Cataluña), y tenía su base en Albacete. Los primeros batallones empezarán a salir a finales de septiembre, y serán fundamentales para la defensa republicana, ya que con ellos se crearán las brigadas.
El 24 de octubre, y sin abandonar su misión en la Junta Central de Reclutamiento, es nombrado jefe de la División Orgánica de Albacete, que incluía Ciudad Real, Albacete, Cuenca, Toledo, Jaén y Córdoba. Su misión será la de organizar las primeras brigadas mixtas republicanas, no teniendo por tanto ninguna misión en el frente. Es un cargo de gran responsabilidad pues de sus bases partirán las brigadas que defiendan Madrid en noviembre de 1936.
El 18 de diciembre de 1936 abandona sus anteriores puestos y es enviado al Frente de Andalucía, siendo más tarde jefe del nuevo Ejército del Sur (Andalucía), con cuartel general en Úbeda, y participando inmediatamente en la llamada campaña de la Aceituna. Cuando a mediados de enero de 1937 se inició el ataque rebelde por la costa malagueña, se dirigió al sector el 15 de enero, y tras ver lo poco preparadas que estaban las tropas, sustituyó al comandante militar de Málaga, coronel Hernández Arteaga, por el coronel José Villalba Rubio. El 19 de enero deja Málaga, volviendo a su cuartel general. A finales de enero realiza un ataque sin éxito sobre el santuario de Nuestra Señora de la Cabeza. El 1 de febrero le sustituye al frente del Ejército del Sur José Villalba. 
Durante los sucesos de mayo de 1937, los anarquistas le ofrecieron el mando de la rebelión, pero Martínez Monje lo rechazó. A finales de 1937, y junto a otros militares como los generales José Asensio Torrado y Toribio Martínez Cabrera, o el coronel José Villalba Rubio fue encarcelado y se abrió un proceso para determinar su responsabilidad ante la pérdida de Málaga, siendo acusado de traición. En el mes de mayo de 1938 fue absuelto y salió de prisión, y en noviembre de 1938 rehabilitado, aunque a partir de dicha fecha no se tiene constancia de que ejerciera ningún mando.

### Exilio
Al acabar la guerra huye primero a Francia y luego a Buenos Aires (Argentina). En Argentina mantendrá su posición republicana, negándose a regresar a España mientras continúe la dictadura. Durante los últimos años de su vida permanece en el Hospital Militar de Buenos Aires, recibiendo una pensión del gobierno argentino. Muere en dicha ciudad en 1963.